# گلنکو (کنتاکی)
گلنکو (به انگلیسی: Glencoe) شهری در ایالت کنتاکی کشور ایالات متحده آمریکا است که جمعیت آن در سرشماری سال ۲۰۱۰ میلادی، ۳۶۰ نفر بوده‌است.